# Université de la Nouvelle-Calédonie
L’université de la Nouvelle-Calédonie (UNC) est née en 1987 en tant que composante de l'université française du Pacifique dont le siège administratif était à Tahiti (Polynésie française). En 1999, les deux centres sont devenus deux universités autonomes et l'antenne calédonienne est devenue l'université de la Nouvelle-Calédonie (UNC).

## Statut
L’université de la Nouvelle-Calédonie (UNC) a été créée par le décret no 99-445 du 31 mai 1999. Elle constitue un établissement public à caractère scientifique, culturel et professionnel (EPCSCP), régi par les dispositions du livre VII du code de l'éducation issues de la loi du 26 janvier 1984, dite « loi Savary », à l’instar de l’ensemble des universités françaises, et plus particulièrement par les articles 71, 72 et 73 créés par l'article 14 de la loi no 96-609 du 5 juillet 1996 portant dispositions diverses relatives à l'outre-mer. Des aménagements ont été apportés par l’ordonnance no 98-582 du 8 juillet 1998 ratifiée par la loi du 28 décembre 1999, notamment l'article 1er de l'ordonnance repris par l'article 3 de la loi de 1999 qui modifie l'article 72 de la loi Savary au sujet de la représentation des collectivités au sein du conseil d'administration et y insère l'article 74 qui prévoit l'organisation d'une conférence trimestrielle de la recherche entre les deux territoires de Nouvelle-Calédonie et de Polynésie française. L’université est placée sous le contrôle administratif du ministère de l'Enseignement supérieur, de la Recherche et de l'Innovation, allégé depuis l'application de la loi relative aux libertés et responsabilités des universités (loi LRU, 2007). Elle a obtenu les responsabilités et compétences élargies (RCE) prévues par cette réforme le 1er janvier 2011.

## Gouvernance
L'université de la Nouvelle-Calédonie est présidée depuis le 10 août 2021 par Catherine Ris, professeure des universités en sciences économiques (économie du travail) et ancienne vice-présidente du conseil d'administration de l'université chargée des partenariats avec le monde économique de 2017 à 2021 ainsi qu'administratrice provisoire puis première directrice de l'IUT de sa création en 2014 à 2021. Elle est secondée par quatre vice-présidents, à savoir, depuis les 27 août et 3 septembre 2021 : Cyril Marchand (professeur des universités, sciences de la terre et de l'environnement, spécialiste des mangroves), vice-président du conseil d'administration, chargé des partenariats, des transferts, de la valorisation et de l'innovation ; Samuel Gorohouna (maître de conférences, sciences économiques, spécialiste de l'économie du développement, des inégalités, de la fiscalité écologique et de l'analyse des comportements électoraux), vice-président du conseil d'administration, chargé du développement de l'UNC sur le campus de Baco, sur l'antenne universitaire de Lifou et sur le territoire de Wallis-et-Futuna ; Valérie Burtet-Sarramegna (maître de conférences HDR, biochimie et biologie moléculaire, spécialiste des mécanismes adaptatifs des espèces endémiques néo-calédoniennes et surtout de l'espèce Amborella trichopoda), vice-présidente du conseil académique, chargée de la recherche et des relations internationales ; Yvon Cavaloc (maître de conférences, biologie moléculaire et cellulaire, spécialiste de la phylogénie et de la biodiversité surtout des champignons endomycorhiziens à arbuscules), vice-président du conseil académique, chargé de la commission de la formation et de la vie universitaire. Les statuts prévoient également l'existence d'un vice-président étudiant, la fonction étant exercée depuis 2021 par Mathilda Lelong, étudiante en licence de sciences de la vie et de la terre. 
Le président ou la présidente de l'université est de fait également celui ou celle du conseil d'administration, mais pas forcément du conseil académique. Ainsi, depuis septembre 2021, Gaël Lagadec, maître de conférences HDR en économie et ancien président de l'UNC de 2013 à 2021, reste président de ce conseil.
Le conseil d'administration est composé de 32 membres, dont huit personnalités extérieures (trois représentants de la Nouvelle-Calédonie, un de l'Assemblée territoriale des îles Wallis et Futuna, un représentant du CRESICA et trois désignées après appel public à candidature), huit représentants des professeurs des universités, huit des autres enseignants et chercheurs, quatre des BIATSS, et quatre des « usagers » (étudiants). En outre, siègent de droit sans voix délibérative le haut-commissaire de la République en Nouvelle-Calédonie, le vice-recteur de Nouvelle-Calédonie, le directeur ou la directrice générale des services et l'agent comptable de l'université. Les six directeurs de département ou d'instituts universitaires sont invités au conseil d'administration sans en être membres. 
Le conseil académique regroupe (au-delà de son président ou de sa présidente) deux commissions, chacune composé de 20 membres : la commission de la formation et de la vie universitaire, et la commission de la recherche. La directrice générale des services et l'agent comptable de l'université assistent de droit aux réunions du conseil académique. 
La commission de la formation et de la vie universitaire comprend quatre représentants des professeurs des universités et assimilés, quatre représentants des autres enseignants et chercheurs, huit représentants des étudiants, deux représentants des BIATSS  et deux personnalités extérieures (le représentant de la Nouvelle-Calédonie et un représentant d'un établissement d'enseignement secondaire). 
La commission de la recherche comprend deux membres de droit (le directeur ou la directrice générale des services et l'agent comptable de l'UNC), deux personnalités extérieures (un représentant du CRESICA et le représentant de l'une des universités partenaires de l'UNC), six représentants des professeurs des universités et assimilés, deux représentants du personnel habilités à diriger des recherches, quatre du personnel pourvus d'un doctorat, deux des autres enseignants et chercheurs, un représentant des ingénieurs et techniciens, un représentant des BIATSS et deux des étudiants du 3e cycle universitaire. 
Les présidents successifs de l'université ont été :
| Identité                          | Période | Période  | Durée |
| Identité                          | Début   | Fin      | Durée |
| --------------------------------- | ------- | -------- | ----- |
| Paul De Deckker (d) (1950 - 2009) | 2000    | 2005     | 5 ans |
| Alain Fages (d)                   | 2005    | 2007     | 2 ans |
| Jean-Marc Boyer (d)               | 2007    | 2013     | 6 ans |
| Gaël Lagadec (d) (né en 1971)     | 2013    | 2021     | 8 ans |
| Catherine Ris (d)                 | 2021    | En cours | 4 ans |

## Structure
L'université de la Nouvelle-Calédonie n'est pas subdivisée en UFR mais directement en trois départements et un service de formation continue, trois écoles internes (Institut universitaire de formation des maîtres (IUFM) du Pacifique à partir de 2009 devenu École supérieure du professorat et de l'éducation (ESPÉ) en 2015 et enfin Institut national supérieur du professorat et de l'éducation (INSPÉ) depuis 2021 ; un institut universitaire de technologie (IUT) depuis 2014 ; un Institut d'administration des entreprises (IAE) depuis 2020), une école doctorale commune avec l'université de la Polynésie française, six équipes de recherche, une délégation du Centre national d'enseignement à distance (CNED) depuis 2010 et, depuis 2014, une maison d'édition universitaire (les Presses universitaires de la Nouvelle-Calédonie, PUNC). Plusieurs certifications reconnues nationalement ou internationalement sont également proposées de manière transversale par l'université : le certificat Voltaire en orthographe, l’International English Language Testing System (IELTS), le certificat de compétences en langues de l'enseignement supérieur (CLES), le Certificat informatique et internet (C2i) et le test de connaissance du français (TCF).

### Départements et service

#### Droit, économie et gestion
Dirigé par Caroline Bouix, maîtresse de conférences en droit privé (sources du droit, droit coutumier, jurisprudence et droit des contrats), il a son secrétariat pédagogique sur le site de Nouville - Atelier. 
Ce département propose deux formations principales de premier cycle, sous la forme depuis 2011 de deux mentions d'une licence commune de « droit, économie et gestion », divisées en trois années d'études et six semestres :
- en droit,
- en économie et gestion.

Sont également proposés au niveau Bac+4 une formation en vue d'obtenir des certificats universitaires mention Droit et management dans les structures calédoniennes dans huit spécialités :
- contexte économique politique et juridique calédonien ;
- ressources humaines en Nouvelle-Calédonie ;
- droit des collectivités locales et territoriales (I) ;
- entreprises calédoniennes (I) ;
- régulation économique et passation des marchés en Nouvelle-Calédonie ;
- droit des collectivités locales et territoriales (II) ;
- entreprises calédoniennes (II) ;
- développement économique et social solidaire.

Un master en droit spécialité « Droit et Management dans l'environnement calédonien » a également été ouvert à la rentrée 2015.

#### Lettres, langues et sciences humaines
Il est dirigé par Patrice Christophe, professeur agrégé en anglais (littérature anglaise). Il avait jusqu'à l'année universitaire 2011 son secrétariat pédagogique ainsi que l'essentiel de ses enseignements et bureaux sur le site de Magenta, avant de déménager dans les bâtiments inaugurés à la rentrée 2012 à Nouville (pôle LLSH). 
Ce département propose traditionnellement quatre formations de premier cycle, organisées depuis 2015 en quatre mentions, dont une à trois spécialités, de licences :
- en géographie et aménagement (première année commune avec la licence d'histoire) ;
- en histoire (première année commune avec la licence de géographie et aménagement) ;
- en langues, littératures et civilisations étrangères et régionales, avec trois spécialités :
  - anglais,
  - langues et cultures océaniennes,
  - langues étrangères appliquées (LEA) anglais-espagnol (depuis la rentrée 2016), anglais-japonais (à partir de la rentrée 2017) et anglais-chinois (à partir de la rentrée 2018),
- en lettres.

À cela s'ajoutent un master Arts, Lettres et Langues : Arts, Lettres et Civilisations, en privilégiant les réalités propres à la région Pacifique.

#### Sciences et Techniques
Il est dirigé par Michaël Meyer, maître de conférences en physique, et a son secrétariat ainsi que l'essentiel de ses enseignements et bureaux dans le pôle sciences et techniques du site de Nouville (autrefois appelé Nouville - Banian). 
Ce département propose quatre licences : 
- en mathématiques, avec un parcours mathématiques et un parcours mathématiques et physique,
- en physique et chimie : des options interdisciplinaires sont mises en place à partir du second semestre,
- en sciences de la vie et de la Terre : le premier semestre de la première année est en grande partie commun avec celui de la première année commune des études de santé, puis trois parcours sont proposés en sciences de la vie et de la Terre (SVT) à proprement parler, en sciences de la vie et chimie (SVC) et en sciences de l'environnement (SE),
- en sciences pour l’ingénieur avec un parcours en informatique et un parcours en métallurgie, énergie et génie des procédés.

Aux licences s'ajoutent l'ouverture depuis 2003 de la première année du premier cycle d'études médicales (PCEM 1), devenue en 2011 la première année commune aux études de santé (PACES), en trois semestres dont le premier est en grande partie commun aux semestres 1 (1er de première année) et 3 (1er de seconde année) de la licence SVTE. Cette première année est sanctionnée par quatre concours, en fonction des spécialités, déterminant la possibilité de continuer ensuite soit des études médicales à la faculté de l'université Pierre-et-Marie-Curie et donc auprès du CHU de la Pitié-Salpêtrière avec lequel l'université de la Nouvelle-Calédonie collabore pour les enseignements du PACES, soit des études pharmaceutiques à la faculté de l'université Paris-Saclay (Paris-XI) à Châtenay-Malabry, soit des études d'odontologie à l'UFR de chirurgie-dentaire de Paris-V également à Montrouge, soit à l'école de sages-femmes de l'hôpital Saint-Antoine à Paris, soit enfin (dans le cadre d'une place ouverte par une convention particulière dans le cadre du concours de médecine) à l'École nationale de kinésithérapie et de rééducation (ENKRE) à l'hôpital national de Saint-Maurice.
Le département propose également un Diplôme d'études universitaires scientifiques et techniques (DEUST)  en géosciences appliquées aux mines, à l'eau et à l'environnement, 
Un master en sciences de l'environnement est ouvert depuis la rentrée 2015. Il s'obtient au bout de deux ans, avec des enseignements interdisciplinaires (centrés sur la biologie mais aussi l'informatique et la télédétection) et pour finir un projet tutoré couplé à un stage en entreprise ou en laboratoire. Ce master est mis en place dans le cadre d'une coopération entre l'université, l’université d'Hawaï - Hilo et l'université du Pacifique Sud aux Fidji, et ses enseignements sont bilingues (anglais et français).

#### Formation continueet délégation duCNED
Le service de la formation continue est lié à la délégation du Centre national d'enseignement à distance (CNED) en Nouvelle-Calédonie, créée au sein de l'UNC depuis 2010. Le pôle formation continue est installé depuis la rentrée 2012 dans les nouveaux bâtiments du site de Nouville, à côté du pôle LLSH. 
Elle propose les préparations aux diplômes suivants :
- Capacité en droit ;
- Diplôme d'accès aux études universitaires (DAEU), A (non scientifique) ou B (scientifique) ;
- Diplôme universitaire (DU) en développement des territoires ;
- DU de formateur-animateur ;
- DU en géologie appliquée ;
- DU en histoire des arts en Océanie ;
- DU en langues, cultures océaniennes et apprentissage.

### Écoles internes

#### INSPÉ
L'Institut national supérieur du professorat et de l'éducation (INSPÉ) est le successeur de l'IUFM devenu, à partir du 1er février 2015, soit un an et demi après le changement de nom opéré par les IUFM dans les régions métropolitaines et ultramarines, école supérieure du professorat et de l'éducation (ÉSPÉ) avant de prendre son nom actuel au  1er février 2021. Il s'agissait de l'ancienne antenne de Nouméa de l'IUFM du Pacifique, installé depuis 2005 dans un nouveau site proche du campus de Nouville - Banian et devenu une école interne de l'université en 2009. Il a pour administrateur provisoire depuis 2021 Stéphane Minvielle, maître de conférences en histoire (histoire de la famille à l'époque moderne, histoire de l'éducation en Nouvelle-Calédonie et dans le Pacifique). 
Il propose, depuis la réforme des concours de l'enseignement du second degré entrée en vigueur en 2010, un master « métiers de l'enseignement » devenu en 2013 master « métiers de l'enseignement, de l'éducation et de la formation » (MEEF), pour la formation au Certificat d'aptitude au professorat de l'enseignement du second degré (CAPES) et au Certificat d'aptitude au professorat d'éducation physique et sportive (CAPEPS), comportant des parcours spécifiques pour préparer le concours bivalent du Certificat d'aptitude au professorat de lycée professionnel (CAPLP) en lettres-histoire et en mathématiques-sciences. Ce master comporte huit spécialités :
- Lettres modernes (CAPES)
- Mathématiques (CAPES)
- Histoire-géographie (CAPES)
- Anglais (CAPES)
- Sciences de la vie et de la Terre (SVT, CAPES)
- Sciences physiques et chimie (CAPES)
- Éducation physique et sportive (EPS, CAPEPS)
- Économie - Gestion (CAPLP), même si cette spécialité peut ne pas être offerte chaque année.

Une deuxième mention de MEEF a été créée à la rentrée 2015, celle en pratiques et ingénierie de la formation.
L'ESPÉ propose également une licence aux métiers de l'enseignement du premier degré et prépare au concours de recrutement de professeur des écoles (CRPE).

#### IUT
L'IUT a été ouvert à la rentrée 2015, après avoir été fondé à la fin de l'année 2014, notamment pour faire face à l'important taux d'échec en première année de licence connu jusque-là par l'université. En effet, celui-ci a été diagnostiqué par les instances dirigeantes comme étant essentiellement lié à la tentative d'entrer dans le cursus LMD de bacheliers issus des filières technologiques ou professionnelles, dont la proportion est relativement importante en Nouvelle-Calédonie (supérieure à la moyenne nationale), alors que leur formation reçue dans le secondaire n'est pas prévue pour qu'ils s'engagent dans ce type de cycle d'études longues.  
Il a pour directrice depuis avril 2021 Sandrine Gravier, professeure agrégée (PRAG) en économie et gestion, qui était auparavant directrice adjointe de l'IUT depuis avril 2017 et cheffe du département de gestion des entreprises et des administrations (GEA) depuis septembre 2016 (elle est également administratrice provisoire de l'IAE). Il est installé dans l'ancienne caserne des surveillants mariés du bagne, derrière le Pôle droit, économie et gestion (Nouville-Ateliers) et à côté de l'Établissement territorial de formation professionnelle des adultes (ETFPA, devenu en 2019 le Groupement pour l’insertion et l’évolution professionnelles en Nouvelle-Calédonie ou GIEP-NC, qui a mis à disposition ce bâtiment, qui abritait jusque-là des bureaux de cette école, pour accueillir l'IUT) au nord. Ce siège a été inauguré le 19 février 2015.
Il offre des formations à deux diplômes universitaires de technologie (DUT) :
- en gestion des entreprises et des administrations (DUT GEA) depuis son ouverture à la rentrée 2015 ;
- en métiers du multimédia et de l'Internet (DUT MMI) ouvert à la rentrée 2016.

Il a également récupéré la gestion de deux licences professionnelles en management des organisations spécialité métiers de la comptabilité, jusque-là offertes à partir de février 2012 par le département droit, économie, gestion, qui se font sous contrat d’apprentissage. Elles s'adressent à des étudiants titulaires d'un diplôme de BAC+2 soit issus de la licence économie - gestion, soit d'un BTS ou d'un DUT, soit ayant suivi les deux premières années de l'École générale de Commerce (EGC) soit ayant validé leur expérience après avoir étudié à l'étranger ou dans une filière de la formation continue :
- en contrôle de gestion,
- en révision comptable.

#### IAE
Un Institut d'administration des entreprises (IAE) a été ouvert à la rentrée de février 2021 après avoir été officiellement créé en 2020, dans le but de doter l'université d'une Business School ouverte à l'international. Son administratrice provisoire depuis 2021, est Sandrine Gravier, professeure agrégée (PRAG) en économie et gestion, qui était auparavant directrice adjointe de l'IUT depuis avril 2017 et cheffe du département de gestion des entreprises et des administrations (GEA) depuis septembre 2016 (elle est également directrice de l'IUT).
Il propose essentiellement deux masters à partir de septembre 2021 (accessibles sur concours d'entrée) :
- « Management et administration des entreprises » (MAE), diplôme-phare des IAE, en un an dit de « double compétence » (en formation initiale et en management) si l'étudiant est déjà titulaire d'un Master 1 ou équivalent, ou en deux ans (avec une deuxième année en alternance) ;
- « Méthodes informatiques appliquées à la gestion des entreprises » (MIAGE), en deux ans.

Il dispense également une troisième année de licence informatique mention « Méthodes informatiques appliquées à la gestion des entreprises » (MIAGE) pour préparer au master homonyme, et une licence professionnelle « Métiers du tourisme et des loisirs – Gestion des organismes touristiques et hôteliers en Océanie » assurée au Vanuatu.
Enfin, l'IAE forme également pour l'obtention du Diplôme d'établissement d'étudiant-entrepreneur (D2E) dans le cadre du Pôle étudiant pour l’innovation, le transfert et l’entrepreneuriat (PEPITE NC, le troisième créé en Outre-mer après ceux de La Réunion et des Antilles) formé entre l'UNC, le vice-rectorat, l'Agence de développement économique de la Calédonie (ADECAL) et la Chambre de commerce et d'industrie de Nouvelle-Calédonie (CCI Nouvelle-Calédonie).

### Recherche

#### École doctorale
L'université comporte une unique école doctorale, créée conjointement avec l'université de la Polynésie française. Elle est orientée sur le thème des milieux insulaires ultra-marins. Elle a ses locaux dans le bâtiment S du pôle sciences et techniques (anciennement Nouville - Banian). Elle est dirigée, pour l'antenne néo-calédonienne, par Yves Letourneur, professeur des universités en écologie marine et océanographie (spécialiste des récifs coralliens et des perturbations naturelles ou anthropiques qu'ils peuvent subir).

#### Équipes de recherche
L'université compte sept équipes ou laboratoires de recherche dans diverses disciplines.
Trois d'entre elles ont le statut d'équipes d'accueil reconnu par le ministère de l'Enseignement supérieur et de la Recherche, et deux sont des unités mixtes de recherche.
Les équipes sont les suivantes :
- l'Institut des sciences exactes et appliquées (ISEA, EA 7484) regroupe l'ensemble des enseignants-chercheurs en sciences et techniques, sous la direction de Peggy Gunkel-Grillon, maître de conférences HDR en chimie de l'environnement. Il s'articule autour de trois thèmes de recherches :
  - « Processus, flux aux interfaces, et bilan » (sciences de l'environnement) ;
  - « Remédiation, restauration, et valorisation » des écosystèmes ;
  - « Observation, modélisation, et simulation » mathématiques et informatiques, aussi bien fondamentales qu'appliquées.
- le Laboratoire de recherches juridique et économique (LARJE, EA 3329), le plus ancien existant (depuis 1999). Dirigé par Catherine Ris, professeure des universités en sciences économiques et administratrice provisoire de l'IUT puis présidente de l'UNC, ses recherches sont organisées autour de deux axes : 
  - « Diversité naturelle, culturelle et pluralisme juridique » (mine, nickel, protection de la biodiversité terrestre et maritime, droit de l'environnement, de l'urbanisme et de la construction en Nouvelle-Calédonie)
  - « Émancipation juridique et économique » (droit privé, civil, coutumier, commercial et du travail en Nouvelle-Calédonie et droit comparé avec les pratiques juridiques du Pacifique anglophone, droit constitutionnel concernant la Nouvelle-Calédonie, le développement économique de la Nouvelle-Calédonie et ses inégalités, le rééquilibrage, les relations et coopérations économiques, financières et commerciales avec la France métropolitaine et les autres pays ou territoires de l'océan Pacifique).
- le Laboratoire interdisciplinaire de recherche en éducation (LIRE, EA 7483 depuis 2017). Il est dirigé par Olivier Galy, maître de conférences HDR en sciences et techniques des activités physiques et sportives (STAPS, physiologue de l'exercice). Il organise sa recherche autour de trois axes ou projets principaux : 
  - « Innovation en éducation : didactique, pédagogie, langues, culture et savoirs océaniens, numérique » (intégration de la culture, des langues et des savoirs traditionnels kanaks et plus généralement océaniens dans le système scolaire néo-calédonien, innovation pédagogique et sciences de l'intervention, neuroéducation, adaptation des apprentissages aux origines culturelles des élèves en valorisant la transmission orale, construction du citoyen, formation des enseignants et apprentissage en anglais).
  - « Santé et bien-être de la jeunesse en Océanie : compétences psycho-sociales, développement d’une culture de l’initiative de la responsabilité, de l’engagement, de l’autonomie et de la coopération » (avec pour thème principal l'obésité, ce projet s'oriente vers les connaissances sur les standards physiologiques et anthropométriques océaniens telles que les qualités physiques et les éléments associés à la masse corporelle, les études interdisciplinaires des facteurs de risques comportementaux comme l'activité physique, l'alimentation ou l'image corporelle, et l'évaluation des conséquences des facteurs de risques cardio-vasculaires, respiratoires et métaboliques) ;
  - « Analyses comparées des systèmes éducatifs et des politiques éducatives en Océanie ».
- l'équipe de recherche émergente « mobilitÉs, cRéation, lAngues et idéoLogies en Océanie » (ERALO, signifiant « chante ! » en nengone) est dirigée par Anne-Laure Dotte, maître de conférences en linguistique océanienne (analyse morphosyntaxique des langues kanak et surtout du iaai). Elle a quatre thèmes de recherche :
  - « Langues et diversité linguistique » (sociolinguistique et ethnolinguistique des langues kanak et océanienne) ;
  - « Idéologies et déconstructions des savoirs » (études culturelles des sociétés océaniennes) ;
  - « Créations et médiation artistique » (sociologie de l'art, ethnomusicologie, médiation artistique) ;
  - « Mobilités et enjeux contemporains » (études culturelles des diasporas et géographie des mobilités en Océanie).
- l'équipe de recherche émergente « TRajectoires d'OCéAnie » (TROCA) est dirigée par Yann Bevant, maître de conférences en études anglaises (études culturelles des identités régionales irlandaises et bretonnes, études postcoloniales). Les trois thèmes de recherche de l'équipe sont :
  - « Études aréales, pluralité et fractures culturelles, dialogue interculturel » (géographie humaine, littérature et linguistique comparées des sociétés et langues parlées en Nouvelle-Calédonie avec celles des autres territoires d'Océanie) ;
  - « Contacts et échanges, approches mémorielles » (histoire et archéologie de la Nouvelle-Calédonie et de l'Océanie) ;
  - « Réception des espaces et de leur transformation » (histoire environnementale, sociologie, linguistique et philosophie des représentations sociales de l'espace).
- l'UMR Entropie (UMR 9220) est sous la tutelle de quatre autres établissements de recherche en dehors de l'UNC : l'université de La Réunion, l'Institut de recherche pour le développement (IRD), le Centre national de la recherche scientifique (CNRS) et l'Institut français de recherche pour l'exploitation de la mer (IFREMER). Elle est représentée auprès des instances dirigeantes de l'UNC par Yves Letourneur, professeure des universités en écologie marine et océanographie, et Laurent Wantiez, maître de conférences en biologie marine et océanographie (spécialiste des poissons des lagons néo-calédoniens ainsi que du suivi des aires maritimes protégées et du classement au patrimoine mondial). Son but est d'étudier, de conserver, de valoriser et d'aider à la gestion durable des écosystèmes marins et insulaires du bassin Indo-Pacifique tropical dans le contexte du réchauffement climatique. Ses domaines de recherche couvre l'écologie, l'écophysiologie, la génétique marine, la télédétection et le traitement du signal, autour de quatre thèmes de recherche :
  - « Forçages environnementaux » ;
  - « De la structure génétique au fonctionnement des populations » ;
  - « Interactions interspécifiques et dynamique des communautés biologiques » ;
  - « Conservation, gestion durable et valorisation de la biodiversité marine ».
- l'UMR Espace-Dev (UMR 228) est sous la tutelle de l'IRD, de l'université de Montpellier, de l'université de La Réunion, de l'université de Guyane, de l'université des Antilles et de l'initiative d'excellence « Science-Innovation-Territoires-Économie » (I-SITE) « Montpellier université d'excellence » (MUSE). Au sein de l'UNC, elle est surtout représentée par Pascal Dumas, maître de conférences en géographie (spécialiste de géomatique et de la géographie humaine et environnementale des Outre-mers).

#### PUNC
La valorisation et la diffusion de la recherche effectuée à l'UNC, plus largement les travaux scientifiques francophones sur et dans l'Océanie, est assurée depuis 2014 par une maison d'édition universitaire, les Presses universitaires de la Nouvelle-Calédonie (PUNC). La coordination éditoriale est assurée depuis leur création par l'anthropologue Françoise Cayrol. Elles sont ainsi la première maison d'édition universitaire francophone à avoir été fondée dans l'océan Pacifique (et toujours la seule en 2021).

## Sites

### Campus de Nouméa

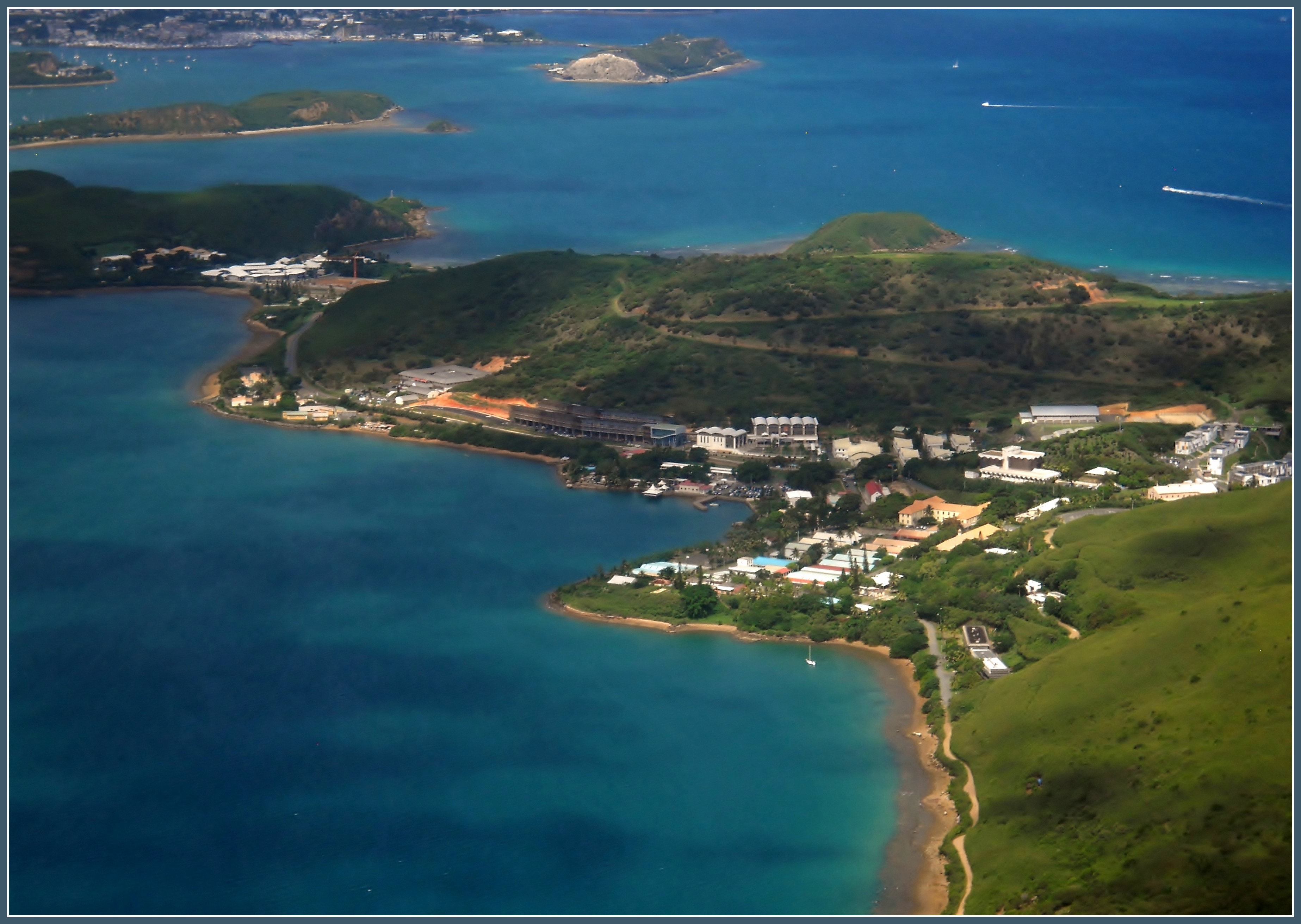
Vue aérienne du campus de Nouville en 2013.

L'université a été répartie jusqu'à la rentrée universitaire 2012 sur trois sites, tous situés à Nouméa : deux à Nouville à l'ouest (Nouville-Banian : département des Sciences et Techniques comprenant les services administratifs centraux de l'université et l'amphithéâtre le plus ancien de l'UNC de 200 places rebaptisé « Guy-Agniel » à la mort de cet ancien professeur de droit en 2020, et six bâtiments de deux niveaux pour les salles de cours, TP et laboratoires ; Nouville-Ateliers : département de Droit, Gestion et Économie, qui tire son nom du fait que ce site est installé dans les anciens ateliers du bagne) et un à Magenta à l'est (département des Lettres, Langues et Sciences humaines). 
Il a été décidé en 2004 de réunir tous les départements en un seul grand campus à Nouville, les travaux ont commencé en 2005 et la première phase s'est terminée au début de l'année 2007 avec l'ouverture d'une bibliothèque universitaire (BUNC) commune pour les trois départements (2 400 m2, environ 45 000 volumes, 206 titres de périodiques et 78 postes informatiques dont 61 publics au moment de son ouverture en 2007, passé en 2021 à plus de 90 000 ouvrages, 3 000 documents multimédias et 15 000 titres de périodiques, accessibles en rayon ou en ligne, neuf salles de travail en groupe, une salle audiovisuelle et un service de prêt entre bibliothèques PEB), d'un restaurant universitaire (de 250 places), d'un nouvel amphithéâtre de 400 places (qui vient s'ajouter à celui de 200 places déjà existant sur le site de Nouville - Banian, ce nouvel « amphi » est équipé d'un système audiovisuel moderne permettant notamment de réaliser une visioconférence de jusqu'à 5 personnes en simultanée, à quoi s'ajoute un vidéoprojecteur plafond) et d'un parking de 130 places. Le tout agrémenté d'une agora, ou esplanade ouverte, de 2 200 m2 dominant la mer. À l'arrière des bâtiments du département des Sciences et Techniques, un amphithéâtre de verdure, déjà existant mais presque désaffecté, est réaménagé pour servir de scène de plein air accueillant la programmation culturelle de l'UNC.

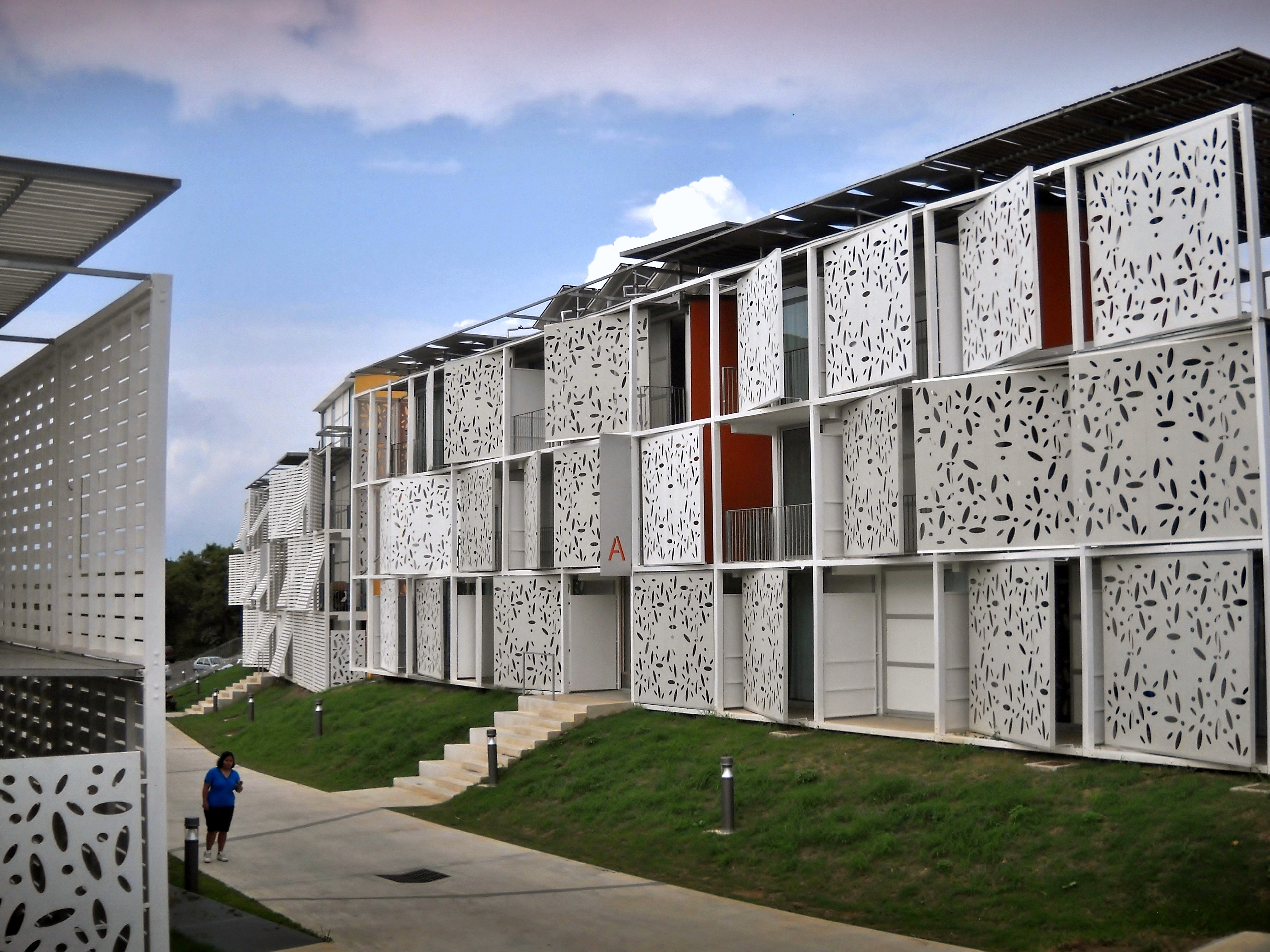
La résidence universitaire.

La deuxième tranche de travaux s'échelonne de 2008 à 2011, avec la construction de nouveaux bâtiments (dont un troisième amphithéâtre, de 250 places) pour accueillir l'ensemble des enseignements et services jusqu'à présent encore localisés à Magenta, mais aussi d'une halle des sports (ouverte en 2008) et d'une plus grande résidence universitaire. Pour cette dernière, l'université a récupéré en 2011 les locaux qui ont été construits pour servir de « village olympique » des jeux du Pacifique de 2011 qui se sont déroulés en grande partie à Nouméa, soit en tout 500 places qui s'ajoutent donc aux 100 premières chambres universitaires livrées en 2009, une Maison de l'étudiant et une cafétéria (100 places). De plus, deux studios pour les doctorants de passage ont été fournis en 2008 à Nouville - Atelier. Avant cela, l'université ne pouvait offrir que 66 places, dont 44 à Nouville et 22 à Magenta.
Après les jeux, le site de Magenta est officiellement fermé à la fin du mois de septembre 2011 et les nouveaux bâtiments du département LLSH de Nouville (dont le troisième amphithéâtre, de  250 places) sont inaugurés à la rentrée 2012, à l'est de l'agora.
En fin d'année 2018, un « pôle de recherche et de pédagogies innovantes », sur le modèle des « learning centers » anglo-saxons et baptisé « Sigma », est aménagé en prolongeant le bâtiment de la bibliothèque (elle-même réorganisée avec la création d'un grand plateau ouvert au travail collaboratif) et restaurant universitaires. Sur 3 631 m2, il est divisé en deux parties. Tout d'abord, 2 800 m2 sont consacrés à la recherche de l'équipe d'accueil en sciences et techniques ISEA, avec les bureaux, laboratoires et plateaux techniques des équipes de recherche d'ISEA, les locaux techniques, un laboratoire à atmosphère contrôlée, une plateforme de microscopie électronique en transmission (MET) et à balayage, des espaces de bureaux laissés vacants pour accueillir ponctuellement des chercheurs extérieurs, ainsi que des matériels d'analyse de haute technologie (diffractomètre aux rayons X, laser, matériel de chromatographie, spectromètre atomique, par exemple). Pour les 800 m2 consacrés aux pédagogies innovantes, ils comprennent un grand studio de télévision associé à une salle de montage et de production numérique pour le DUT MMI, des espaces de travail collaboratifs, un télé-amphi connecté de 80 places avec une cabine d'interprétation de conférence, un « Fab lab » et le Pôle étudiant pour l’innovation, le transfert et l’entrepreneuriat (PEPITE NC).

### Campus de Baco
Le 17 juillet 2020, le campus universitaire abritant les cours de l'Antenne du Nord de l'UNC est inauguré sur le territoire de la tribu de Baco à Koné, sur les bords de la route provinciale Nord 2 (RPN 2, plus généralement appelée « Transversale Koné - Tiwaka »). Bâtiment de plain-pied de 1 000 m2, il comprend quatre salles de cours et une de TP et recherche (laboratoire), d'un amphithéâtre de 80 places connecté avec le pôle Sigma du campus de Nouville à Nouméa afin d'assurer des visioconférences, une bibliothèque universitaire et un pôle pour la vie sociale et étudiante avec une cafétéria. Sur l'arrière du bâtiment, un amphithéâtre de verdure dispose d'une scène sous forme de case.

## Coopération

### Le CRESICA
Le 25 septembre 2014 à la Maison de la Nouvelle-Calédonie à Paris, l'Université a signé avec quatre organismes de recherche implantés en Nouvelle-Calédonie (l'Institut agronomique néo-calédonien ou IAC, l'Institut de recherche pour le développement dit IRD, l'Institut français de recherche pour l'exploitation de la mer ou IFREMER et le Centre national de la recherche scientifique ou CNRS) un accord-cadre pour la mise en place d'un Consortium de coopération pour la recherche, l'enseignement supérieur et l'innovation en Nouvelle-Calédonie (CRESICA), groupe de réflexion et de coopération pour renforcer les partenariats inter-instituts, améliorer l'intégration de la recherche dans les politiques publiques territoriales, fédérer les différents acteurs autour de projets communs d’envergure et d'intérêt pour la Nouvelle-Calédonie, mutualiser les moyens pour l'acquisition d'équipements et ainsi répondre aux critères d’excellence internationaux. Par la suite, l'Institut Pasteur a rejoint ce groupe en tant que membre fondateur, ainsi que le Bureau de recherches géologiques et minières (BRGM) et le Centre de coopération internationale en recherche agronomique pour le développement (CIRAD) en tant que membres associés, et le Centre hospitalier territorial (CHT). 
Il a défini trois axes de recherche spécialisés fondés sur les avantages comparatifs du pays et devant servir de fil conducteur à l'ensemble des thématiques d'études des laboratoires et équipes des organismes qui le composent : 
- la valorisation du capital naturel (biodiversité, mines et environnement),
- l’amélioration de la santé en lien avec l’environnement et les sociétés,
- l’accompagnement de l’évolution institutionnelle, sociétale et culturelle.

### Relations nationales et internationales
La création d'un réseau universitaire de coopération régionale dans le Pacifique insulaire, le Réseau de recherche des universités des îles du Pacifique ou officiellement en anglais Pacific Islands Universities Research Network (PIURN), a été initiée en 2012 et concrétisée par les dirigeants des établissements membres le 10 juillet 2013 puis par la signature d'un mémorandum de coopération (MoC) le 29 août 2014 à Apia aux Samoa, avant de tenir sa première conférence à Nouméa du 5 au 7 novembre 2014. Il comprend, outre l'UNC : l'université du Pacifique Sud (Suva, Apia, Port-Vila, Lautoka, Labasa, Honiara, Nukuʻalofa, Rarotonga, Funafuti, Bairiki, Majuro, Nauru, Alofi, Tokelau), l'université nationale des Fidji (Suva), l'université des Fidji (Lautoka), l'université nationale des Samoa (Apia), l'université adventiste du Pacifique (Port Moresby), l'université de Papouasie-Nouvelle-Guinée (Port Moresby), l'université des ressources naturelles et de l'environnement de Papouasie-Nouvelle-Guinée (Kokopo), l'Université de technologie de Papouasie-Nouvelle-Guinée (Lae) et l'université de la Polynésie française (Punaauia).
L'université de la Nouvelle-Calédonie a signé des conventions de mobilité et procède donc à des échanges d'étudiants avec 15 universités de 9 pays différents de la région Asie - Pacifique : l'université nationale australienne (ANU) de Canberra, l'université technologique de Sydney (UTS), l'université d'Adélaïde, l'université de Wollongong (UOW) et l'université James-Cook en Australie, l'université d'Auckland et l'université de Waikato en Nouvelle-Zélande, l'université du Pacifique Sud essentiellement basée aux Fidji, au Vanuatu et aux Samoa, l'université d'Hawaï à Hilo aux États-Unis, l'université de Papouasie-Nouvelle-Guinée (UPNG) de Port Moresby dans le pays éponyme, l'universitas Khairun de Ternate en Indonésie, l'université des Ryūkyū à Okinawa et l'université Tōkai à Tokyo au Japon, l'université Sungkyunkwan à Séoul en Corée du Sud, l'université Văn Lang de Hô Chi Minh-Ville et l'université de Nha Trang au Viêt Nam. 
Pour les universités européennes, hors France métropolitaine, l'université de la Nouvelle-Calédonie fait partie depuis 2008 du programme Erasmus, ce qui lui ouvre un partenariat avec 19 établissements supérieurs dans 10 pays différents de l'Union européenne : les universités de Brême et de Constance en Allemagne, celles catholique de Louvain (UCL), de Liège (ULg), libre de Bruxelles (ULB) et les facultés universitaires Notre-Dame de la Paix (FUNDP) de Namur en Belgique, l'université Saint-Clément d'Ohrid de Sofia en Bulgarie, celles de Las Palmas de Gran Canaria et d'Estrémadure (UEx) en Espagne, de Rome « La Sapienza » en Italie, du Luxembourg dans l'État éponyme, de Varmie et Mazurie d'Olsztyn (UWM) en Pologne, métropolitaine de Prague, l'université tchèque des sciences de la vie de Prague, Palacký d'Olomouc et l'Institut de technologie et de business de České Budějovice en Tchéquie, de Bucarest et Politehnica de Bucarest en Roumanie et Aston de Birmingham au Royaume-Uni. 
Un accord-cadre de mobilité a aussi été signé avec l'université Laval de la ville de Québec, dans la province du même nom au Canada, et l'université a intégré le réseau de la Conférence des recteurs et des principaux des universités du Québec (CREPUQ). Ceci porte le nombre de partenariats de l'UNC à 46 dans 20 pays pour, en 2013, 200 étudiants étrangers inscrits dont 50 environ en échange, 70 à 80 étudiants calédoniens en mobilité, et un objectif à l’horizon 2013-2014 de 5 % d’étudiants sortants et 7 % d’étudiants étrangers entrants. 
Elle est d'autre part membre de l'Agence universitaire de la Francophonie et participe donc à des missions de développement et d'enseignement dans le Pacifique francophone. Elle est le pôle universitaire francophone unique pour tout le Pacifique Sud occidental, et accueille ainsi des étudiants de Wallis-et-Futuna mais aussi des ni-vanuatais francophones.
De plus, chaque laboratoire possède son propre réseau avec des universités métropolitaines, européennes ou de la région Asie-Pacifique avec lesquelles elle organise régulièrement des colloques, séminaires ou conférences internationales. Le laboratoire ERIM (équipe de recherche en informatique et mathématiques) a ainsi organisé en 2005 la première Conférence de Mathématiques du Pacifique Sud en partenariat avec l'université de la Polynésie française, l'université du Pacifique Sud des Fidji et l'IRD, avec pour thème central l'optimisation et le contrôle. Elle a réuni alors 38 participants venus de 18 universités ou instituts de recherche de 8 pays différents (France, Australie, Nouvelle-Zélande, Japon, Fidji, Brésil, Hong Kong et Finlande).

## Vie étudiante

### Évolution démographique
Évolution démographique de la population universitaire
| 2000  | 2001  | 2002  | 2003  | 2004  | 2005  | 2006  | 2007  |
| ----- | ----- | ----- | ----- | ----- | ----- | ----- | ----- |
| 1 606 | 1 796 | 1 819 | 2 117 | 2 244 | 2 384 | 2 412 | 2 247 |

| 2008  | 2009  | 2010  | 2011  | 2012  | 2013  | 2014  | 2015  |
| ----- | ----- | ----- | ----- | ----- | ----- | ----- | ----- |
| 2 532 | 2 489 | 2 528 | 2 528 | 2 392 | 2 481 | 2 618 | 2 767 |

| 2016  | 2017  | 2018  | 2019  | 2020  | 2021  | - | - |
| ----- | ----- | ----- | ----- | ----- | ----- | - | - |
| 2 542 | 2 960 | 2 893 | 3 115 | 3 442 | 3 456 | - | - |

Le graphique qui aurait dû être présenté ici ne peut pas être affiché car il utilise l'ancienne extension Graph, désactivée pour des questions de sécurité. Des indications pour créer un nouveau graphique avec la nouvelle extension Chart sont disponibles ici.